# Santa Inés (Alonso Cano)
Santa Inés era un cuadro del pintor español Alonso Cano,  datado entre 1631 y 1637 y pintado al óleo sobre lienzo. Estaba considerado uno de los cuadros más bellos del pintor, tal vez su obra cumbre. Perteneció a la Gemäldegalerie de Berlín desde 1852 hasta su destrucción en mayo de 1945, cuando se quemó, junto a cientos de otras obras de arte, durante el incendio de la torre de defensa antiaérea Flakturm Friedrichshain de Berlín.

## Historia
No se conoce con seguridad el origen de la Santa Inés de Alonso Cano. Por su estilo y por su relación con la escultura de la Virgen de la Oliva, esculpida por Cano en 1631, se ha supuesto que el cuadro pudo ser pintado en una fecha próxima a esa. Otros especialistas en la obra del pintor sugieren los años 1635-1637 como datación probable.
Se ha propuesto que era uno de los cuadros que formaban parte de los tres retablos que realizó el pintor para la iglesia de San Alberto (Sevilla). Según el historiador del arte Jorge Bernales Ballesteros podría ser más concretamente uno de los dos cuadros que estaban en los intercolumnios del retablo de Santa Ana.
Lo que sí se sabe seguro es que el cuadro formaba parte de la colección del ministro Manuel Godoy en 1808. Al producirse la invasión napoleónica de España la obra fue expoliada y llevada a Francia por el mariscal francés Soult, que en Madrid se había alojado precisamente en la residencia de Godoy (Palacio de Buenavista). Después de la muerte del mariscal el cuadro se puso en subasta el 22 de mayo de 1852, junto a centenares de otras obras robadas en España, para generar ingresos para sus herederos. La Santa Inés, que formaba parte del lote 48 de la subasta, fue comprada por la Gemäldegalerie de Berlín por el alto precio de 4.000 francos. A partir de entonces fue parte de las colecciones de este museo, que se integró en 1904 en el recién fundado Museo Kaiser Friedrich de Berlín (actual Museo Bode).
Al acabar la Segunda Guerra Mundial, en mayo de 1945, el cuadro quedó destruido, junto a muchísimas otras obras de arte del Museo Kaiser Friedrich, durante el incendio de la torre de defensa antiaérea Flakturm Friedrichshain de Berlín, lugar al que se habían trasladado las obras para su seguridad. No se tiene la absoluta certeza de su destrucción a causa de los saqueos que acompañaron el incendio y de la actitud del ejército soviético durante aquellos días, si bien se considera prácticamente seguro. Hay que tener presente que algunas obras que se creyeron perdidas en ese incendio, como una escultura de San Juan Bautista de Donatello o un lienzo de la Virgen con el Niño atribuido a Giovanni Antonio Boltraffio, han aparecido posteriormente, de modo que resulta imposible confirmar con seguridad absoluta la destrucción del cuadro.

## Análisis de la obra
La Santa Inés, obra delicadísima y de calidad excepcional, era uno de las más bellos y famosos cuadros de Alonso Cano. Según los Museos Estatales de Berlín, propietarios de la obra en el momento de su destrucción, la Santa Inés fue «la obra maestra absoluta de Alonso Cano como pintor.» Hoy en día se conoce gracias a algunas fotos en blanco y negro de buena calidad, y a una fotografía en color no tan buena. Además se conserva en una colección privada francesa una copia anónima del siglo XIX, muy fiel al original y de una calidad muy alta.

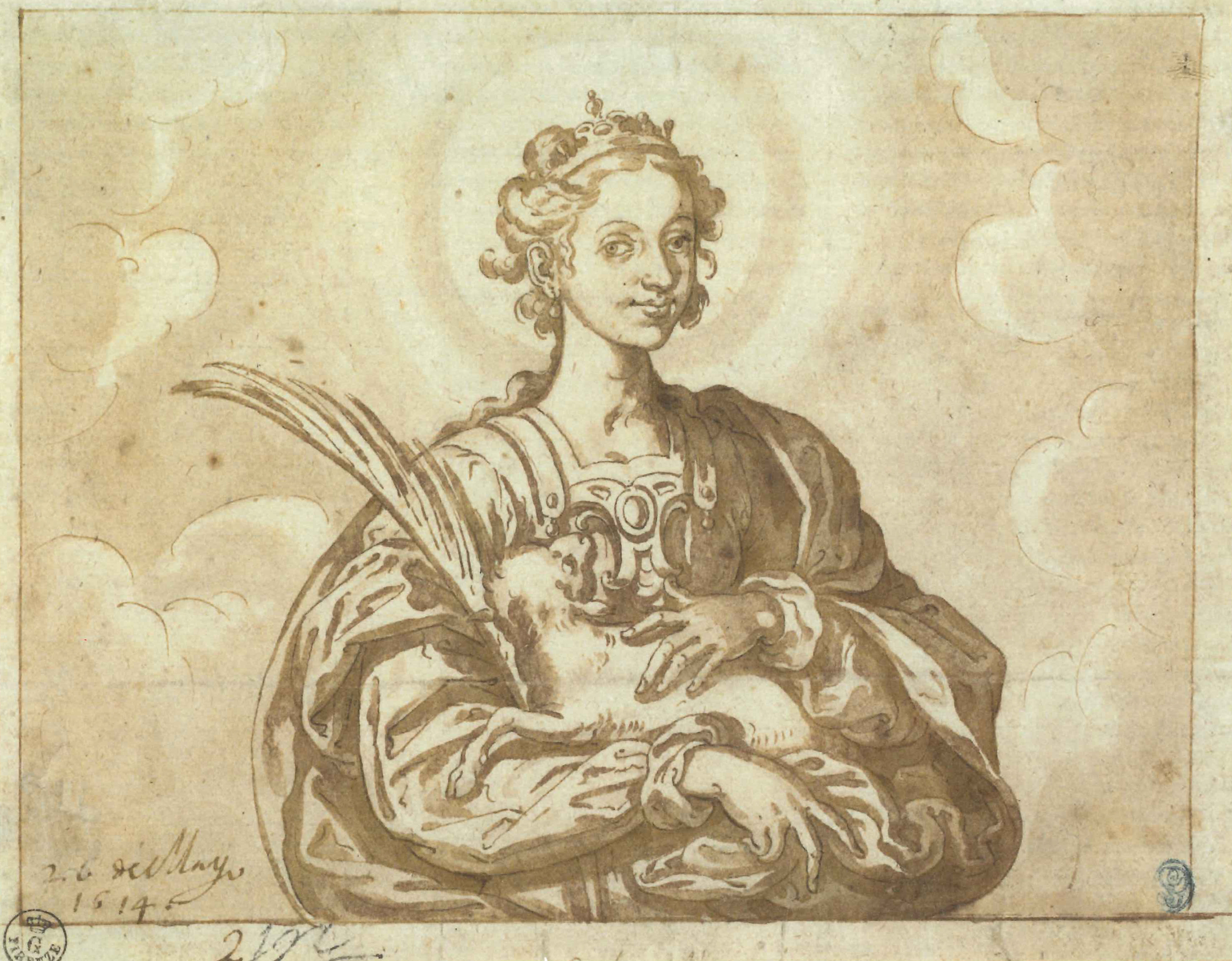
Santa Inés, dibujo de Francisco Pacheco, 1614, pluma y aguada de tinta parda sobre papel verjurado, Gabinete de dibujos y grabados de la Galería Uffizi (Florencia). La Santa Inés de Pacheco es un posible antecedente de la composición del cuadro de Cano

La composición del cuadro parece derivar de un modelo anterior de Francisco Pacheco, antiguo maestro de Alonso Cano y de Velázquez, aunque el cuadro de Cano supera con mucho el antecedente de Pacheco.
La obra muestra una composición monumental en la cual, sobre un fondo grisáceo, se destaca la santa, dibujada de una manera compacta con un fuerte modelado. La posición de la mano derecha deriva de El Greco y simboliza la atención a la oración al posarse sobre el corazón con un gesto afectado. La santa aparece acompañada de su iconografía habitual: la palma del martirio y el cordero, símbolo de la inocencia, que permite además juego de palabras en latín entre el nombre de ella (Agnes) y la palabra 'cordero' (agnus). Las joyas y la rica vestimenta dan al cuadro un toque de suntuosidad. La santa porta un vestido marrón claro con reflejos dorados, de mangas muy amplias, con una especie de capa rosa sobre uno de los brazos, blusa blanca con encajes, corpiño de terciopelo y un velo de gran finura y transparencia que enmarca su rostro.
Llama la atención en el cuadro la belleza y expresividad del rostro de la santa. Se desconoce quién fue la modelo de la obra, en el caso de que hubiera una, aunque se ha especulado con la posibilidad de que el cuadro sea un retrato a lo divino de María Magdalena de Uceda, la segunda esposa del pintor. El rostro ha sido tratado como una escultura, cosa que no sorprende si se tiene en cuenta que Alonso Cano también era un magnífico escultor, además de pintor, arquitecto y diseñador. De hecho la obra recuerda algunas de sus esculturas, como la ya citada Virgen de la Oliva de Lebrija (Sevilla). También el tratamiento de la rama de palma recuerda esa faceta escultórica. Otros detalles del cuadro, como la aureola de la santa trazada al compás utilizando la punta del pincel, evocan la práctica arquitectónica del artista.
Se ha señalado que la Santa Inés atestigua un conocimiento por parte de Alonso Cano de las pinturas que en aquella época estaban realizando en Nápoles el pintor Massimo Stanzione y su círculo, que debió conocer a través de las colecciones del duque de Alcalá.

## La copia delsigloXIX

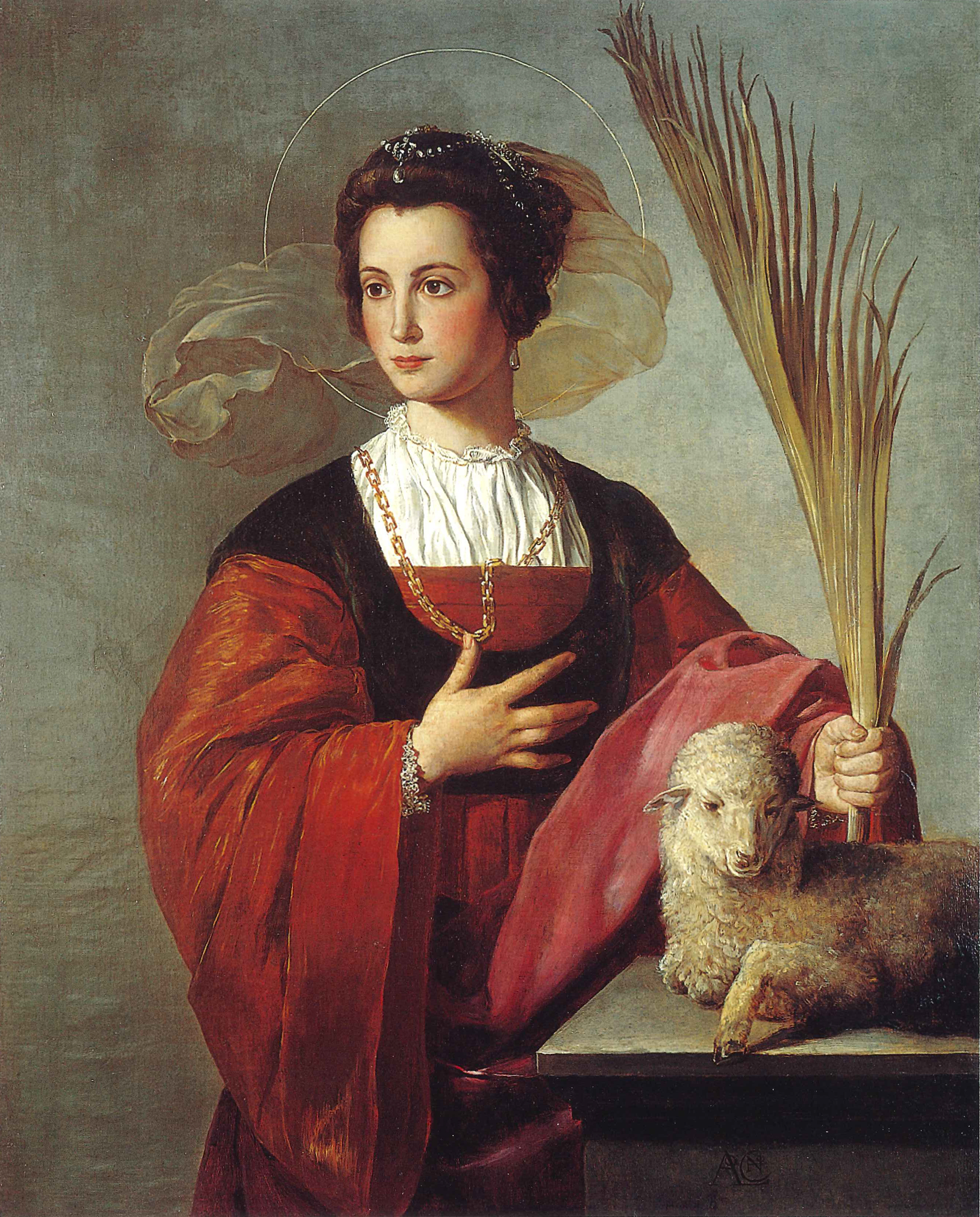
Santa Inés, copia anónima del del original destruido de Alonso Cano, óleo sobre lienzo, 114,5 x 93 cm, colección privada, París

Hacia el año 2000 apareció en el mercado del arte francés una copia anónima de la Santa Inés de Alonso Cano, extremadamente fiel al original (excepto en el colorido del vestido) y de excelente calidad. Se ha descartado que se trate de una réplica autógrafa debido a que el proceso de restauración reveló que el lienzo sobre el que está pintado el cuadro es de comienzos del siglo XIX y que lleva las iniciales J.B. La copia tiene importancia porque es un valioso testimonio para poder estudiar el cuadro desaparecido, que hoy conocemos solamente por fotografías y descripciones.
Se ignora quién es el autor de esta copia, si bien su calidad muestra que se trata de un artista excelente, discípulo o alumno de Jacques-Louis David. La copia lleva las iniciales J.B., pero se desconoce a quién hacen referencia.
Sin duda se trata de un pintor que obtuvo permiso del mariscal Soult para realizar una copia del cuadro cuando éste se encontraba en su colección. La existencia de copias de baja calidad de otras obras españolas expoliadas por Soult sugiere que se debieron conceder permisos para estudiar y copiar estos lienzos con cierta frecuencia.